# Asterope (genre)
Pour les articles homonymes, voir Astérope.
Genre
 Asterope  est un genre de papillons de la famille des Nymphalidae, de la sous-famille des Biblidinae.

## Dénomination
Le genre a été décrit par Jakob Hübner en 1819.
Synonymes : Callithea Feisthamel, 1835 ; Cyane Felder, 1861.
Ce nom leur a été donné en référence à Astérope ou Stérope, une des sept Pléiades dans la mythologie grecque.

## Liste des espèces
Selon BioLib (28 mai 2018) :
- Asterope batesii (Hewitson, 1850)
- Asterope buckleyi (Hewitson, 1869)
- Asterope degandii (Hewitson, 1857)
- Asterope fassli Röber
- Asterope Freyja Röber
- Asterope leprieuri (Feisthamel, 1835)
- Asterope lugens Druce
- Asterope markii (Hewitson, 1857)
- Asterope optima (Butler, 1869)
- Asterope salvini Staudinger
- Asterope sapphira (Hübner, 1816)
- Asterope whitelyi Salvin, 1869

## Caractéristiques communes
Ils résident en Amérique, Amérique centrale et Amérique du Sud.